# SJ P
Die Baureihe P sind Elektrolokomotiven der schwedischen Statens Järnvägar, die 1914 von Allmänna Svenska Elektriska Aktiebolaget (ASEA) und Vagn- & Maskinfabriksaktiebolaget Falun hergestellt wurden.

## Geschichte
Die Bahnstrecke Kiruna–Riksgränsen war die erste staatliche Eisenbahnstrecke in Schweden, die 1915 elektrifiziert wurde. Obwohl der Großteil des Verkehrs auf dieser Strecke aus Erzzügen bestand, gab es auch tägliche Personenzüge.
Um diese Personenzüge bespannen zu können, entschieden sich die SJ, zwei Schnellzuglokomotiven des Typs P zu beschaffen. Diese wurden 1914 von der Vagn- & Maskinfabriksaktiebolaget Falun in Zusammenarbeit mit der ASEA für die elektrischen Systeme mit den Baunummern 101 und 102 hergestellt und erhielten die Nummern 27 und 28.
Die P 28 wurde am 9. Februar 1914 an die SJ übergeben. Die P 27 wurde vom 15. Mai bis 4. Oktober 1914 auf der Baltischen Ausstellung in Malmö gezeigt. Am 1. März 1915 kam sie in den Betriebsdienst.

## SJ Pa
1920 wurde nach Auslieferung anderer Loktypen die Baureihenbezeichnung in Pa geändert.
1923 erfolgten Umbauarbeiten. Bis zu diesem Zeitpunkt hatten die Lokomotiven eine Vakuumbremse, die durch eine Knorr-Bremse ersetzt wurde. Der Haupttransformator EO68 wurde durch einen vom Typ ECO15 sowie das Schaltwerk mit 24 Stufen durch eines mit 13½ Stufen ersetzt.
Beide Lokomotiven wurden 1957 ausgemustert, wobei die Pa 28 1959 in Notviken verschrottet wurde. Die Pa 27 wurde 1962 an das Schwedische Eisenbahnmuseum übergeben und steht seit 2014 im Eisenbahnmuseum in Gävle.

## Technik
Die Lokomotiven mit Blindwellenantrieb, die eine Höchstgeschwindigkeit von 100 km/h erreichen konnten, haben die Achsformel 2’B2’, welche bei der Konstruktion so gewählt wurde, um bestmögliche Laufeigenschaften bei diesen Geschwindigkeiten zu ermöglichen. Der Lokomotivkasten besteht aus mit einer dünnen Blechschicht überzogenem Holz. Sie besaßen Klotzbremsen und Schraubenbremsen zum Feststellen.